# 久保凛
久保 凛（くぼ りん、英: Rin Kubo、2008年1月20日 - ）は、日本の陸上競技選手。専門は中距離走。和歌山県東牟婁郡串本町出身。
女子800m走の日本記録保持者（1分59秒52/2025年）。

## 経歴・人物
和歌山県の串本町立潮岬小学校、串本町立潮岬中学校を経て東大阪大学敬愛高等学校在学中。
小学校時代には和歌山県環境活動の一環として実施された「わかやまこどもエコチャレンジ」の活動に参加した記録が県の公式資料として保管されている。
小学校の6年間はサッカーをやっており、和歌山県U-12トレセンメンバーへの選出経験もある。
中学校進学以後は本格的に陸上競技一本に専念。中距離走を中心に取り組み始める。中学校3年次の「第49回全日本中学校陸上競技選手権大会」（福島県福島市・福島県営あづま陸上競技場）女子800m決勝で2分9秒96で1位となり、中学日本一の栄冠を手中にした。

### 2023年
大阪府東大阪市の東大阪大学敬愛高等学校へ進学。高校1年次の令和5年度全国高等学校総合体育大会（インターハイ、北海道札幌市／札幌厚別公園競技場）では女子800mに出場し、2分06秒41のタイムを出して優勝した。その後、地元和歌山で開催された「第31回日・韓・中ジュニア交流競技会」（紀三井寺公園陸上競技場）の女子800mでは2分06秒71のタイムで国際競技大会初優勝を飾った。

### 2024年
高校2年となると『日本グランプリシリーズ』初戦の「金栗記念選抜陸上中長距離大会」（熊本県熊本市・熊本県民総合運動公園陸上競技場）では、女子800mにて日本の女子中距離第一人者の田中希実（New Balance）と同走し、2分05秒35のタイムで田中に競り勝って優勝する殊勲を成し遂げた。その後、5月の「静岡国際陸上競技大会」（静岡県袋井市・小笠山総合運動公園静岡スタジアム）では女子800mで2分03秒57のタイムで優勝。これは高校歴代3位であり、かつU18日本新記録となるタイムでの優勝であった。
6月の『第108回日本陸上競技選手権大会』（新潟県新潟市・新潟スタジアム）女子800mに出場、決勝では田中希実、卜部蘭（積水化学）、塩見綾乃（岩谷産業）ら実力者が揃う中でのレースで先輩選手を大きく引き離して1着入線を果たし、日本選手権初優勝となった。
7月15日に奈良陸上競技協会が主催した陸上競技大会である『2024年度第1回長距離強化記録会』（橿原市・奈良県立橿原公苑陸上競技場）に参加し、女子800mタイムレースに於いて、杉森美保（現姓：佐藤、京セラ=当時）が2005年の日本陸上競技選手権大会で樹立した2分00秒45を19年ぶりに更新する1分59秒93のタイムを出して1着に入線し、日本人選手として初の1分台突入となる日本新記録を樹立した。久保は令和6年度全国高等学校総合体育大会でも2分00秒81をマークして優勝し、連覇を達成している。
10月12日、佐賀・SAGAサンライズパーク/SAGAスタジアムで少年女子Aの800m決勝が行われ、2位以下に5秒以上の差を付け、大会新記録となる2分2秒09をマークして優勝した。

### 2025年
5月31日、アジア陸上競技選手権大会の女子800mで2位となった。

## 親族
サッカー日本代表・久保建英はいとこ（父の兄の息子）に当たる。

## 記録
- 800m - 1分59秒52（日本記録）[15]
- 1000m - 2分40秒23（日本歴代4位、U20･U18日本記録）
- 1500m - 4分11秒07（高校歴代2位、U20日本歴代2位、U18日本記録）
- 4×800mR - 8分33秒77（日本記録）東大阪大敬愛高校（北村凛･朝野流南･田村実彩･久保凛）